# 筒蛇
筒蛇（學名：Anilius scytale），又名圓環蛇、紅尾筒蛇，是筒蛇科（Aniliidae）筒蛇屬的唯一一種。
主要分佈在南美洲一帶。筒蛇身上有蛇類退化了的盆骨痕跡，其泄殖腔是突出而可被觀察的；牠們屬於卵胎生生物，主要進食兩棲類及其它爬蟲類的動物。目前筒蛇科下有兩個種已被確認。

## 行為學描述
筒蛇主要分佈於南美洲亞馬遜雨林、圭亞那及千里達及托巴哥一帶，體型普通，平均身長只有70公分。牠們是卵胎生的蛇類，主要進食甲蟲、蚓螈、小型洞棲蛇、魚類及蛙類等動物。

## 解剖學描述
筒蛇身型筆直，身體各部位直徑相若，尾部短小。體紋呈紅色或黑色，細小的眼睛藏於頭部的巨鱗之下。

## 分類學描述
本種屬於蛇亞目、真蛇下目、美洲真蛇類，自成一個單型科、單型屬。
本種共有2種亞種：
- 菲氏筒蛇 Anilius scytale phelpsorum Roze, 1958
- 普通筒蛇 Anilius scytale scytale (Linnaeus, 1758)

## 外部連結
- （英文）TIGR爬蟲類資料庫：筒蛇